# 高慎
高 慎（こう しん、生没年不詳）は、中国の南北朝時代の官僚・政治家。北魏・東魏・西魏を渡り歩いた。字は仲密。本貫は渤海郡蓨県。高乾の弟。

## 経歴
高翼の次男として生まれた。若い頃から経書や史書を渉猟して、兄弟たちとは志向が異なっており、そのため父親に偏愛された。中興元年（531年）、滄州刺史・東南道行台尚書に任じられた。太昌元年（532年）、光州刺史に転じ、驃騎大将軍・儀同三司の位を加えられた。そのため政策は厳酷で、官吏や民衆を苦しめた。永熙2年（533年）、兄の高乾が死ぬと、高慎は州を捨ててひそかに高歓に帰順しようとしたが、孝武帝の命により青州でその帰路を絶たれた。高慎は間道を通って晋陽に到着し、高歓の下で大行台左丞となり、尚書に転じて、威権をふるった。安州が高歓に従わなかったので、高慎が行台僕射となって安州を平定した。天平4年（537年）、侍中に任ぜられ、開府の位を加えられた。
元象元年（538年）、兗州刺史として出向した。まもなく御史中尉として召されると、御史を任用するのに、親戚や郷里の者たちを情実で任用したので、高澄に改選された。高慎の前妻は吏部郎中の崔暹の妹であったが、高慎に捨てられて離縁した。崔暹は高澄の信任を受けており、妹に対する仕打ちのために高慎を敵視した。
高慎の後妻の李昌儀は李徽伯の娘で、容姿に優れ、聡明で読み書きができ、また馬術が得意だった。ただ、彼女は高慎が沙門の顕公と夜毎に語らうのを厭い、顕公を殺害させるような嫉妬深い面があった。ところが、高澄が美貌で知られた李昌儀に関係を迫るという事件が発生した。李昌儀が抵抗したため、彼女の服はすべて破られた。
高慎は高澄らに対する恨みが積もって崔暹を弾劾したが、その内容の多くはでっち上げであった。高歓の譴責を受け、不安がつのった高慎は、北豫州刺史として任地に赴くと、虎牢に拠って西魏に降伏した。高慎は西魏の侍中・司徒となり、勃海郡公に封ぜられた。邙山の戦いのとき、高慎の妻子も西魏に亡命しようとしたが、道中で捕らえられた。高歓は高氏一族の勲功を思って、高慎の子孫のみを罰するにとどめた。高慎は西魏の太尉に転じた。
李昌儀は高澄により恩赦を受け、高澄に側室として再婚した。

## 伝記資料
- 『北斉書』巻21 列伝第13
- 『北史』巻31 列伝第19